# Satz von Liouville (Differentialgeometrie)
Der Satz von Liouville ist ein Resultat aus der klassischen Differentialgeometrie. Benannt wurde dieser nach dem Mathematiker Joseph Liouville. Das Resultat liefert eine Formel zur Berechnung der geodätischen Krümmung von Flächenkurven. Manchmal wird dieses Resultat auch Formel von Liouville genannt.

## Aussage
Sei {\displaystyle S} eine orientierte differenzierbare Fläche und sei {\displaystyle U\subset S} eine Umgebung von {\displaystyle p\in M} mit einer orthogonalen Parameterdarstellung {\displaystyle x(u,v)}. Sei außerdem {\displaystyle c} eine nach der Bogenlänge parametrisierte Darstellung einer regulären Kurve und mit {\displaystyle \phi (s)} werde der Winkel zwischen {\displaystyle \textstyle {\frac {\partial x(u,v)}{\partial x}}} und {\displaystyle {\tfrac {\mathrm {d} c(t)}{\mathrm {d} t}}} bezeichnet. Dann gilt
{\displaystyle \kappa _{g}=\kappa _{g,u}\cos(\varphi )+\kappa _{g,v}\sin(\varphi )+{\frac {\mathrm {d} \varphi }{\mathrm {d} s}}.}
Dabei bezeichnen {\displaystyle \kappa _{g,u}} und {\displaystyle \kappa _{g,v}} die geodätischen Krümmungen bezüglich der Koordinatenlinien. Das heißt, bei {\displaystyle \kappa _{g,u}} ist die Krümmung von {\displaystyle x(u,v)}, wobei {\displaystyle v} konstant gewählt wird und die Kurve somit nur noch von {\displaystyle u} abhängt. Das Analoge ist bei {\displaystyle \kappa _{g,v}} gemeint.